# Villa Fenaroli
Villa Fenaroli è una villa lombarda sita a Rezzato in provincia di Brescia costruita nel Cinquecento e più volte ristrutturata nel corso del XVIII-XIX secolo dagli architetti Giovanni Battista Marchetti ed Emilio Alemagna.

## Storia
Già nel Quattrocento la famiglia Avogadro, una delle più importanti del territorio bresciano, possedeva a Rezzato una casa padronale. Quest'ultima, però, doveva trovarsi più a est della villa e fu distrutta probabilmente nel 1681 su ordine dei Rettori di Brescia per punire Ottavio Avogadro, già espulso dalla Repubblica di Venezia, delle sue malefatte. Successivamente a questo evento, Scipione Avogadro, zio di Ottavio, ordinò la costruzione del corpo alla fine del Cinquecento.
La prima vera opera di ristrutturazione ha inizio nel 1731, ordinata dagli eredi di Scipione e fu eseguita dall'architetto Giovanni Battista Marchetti da Predore. Alla morte di quest'ultimo, il lavoro fu proseguito fino al 1758 dal figlio Antonio.
Come tutte le tenute di campagna lombarde, anche questa villa possedeva delle costruzioni per i contadini e i dipendenti, le quali si trovavano adiacenti alla via Broli e che sono andate perdute nel corso dei secoli. L'ultima scuderia è stata abbattuta nel 1957 per completare un progetto di ristrutturazione dell'architetto Giovanni Montini.
A partire dal 1747 la villa passò ai conti Fenaroli Avogadro, portata in dote da Paola, ultima degli Avogadro, al marito Bartolomeo Fenaroli. La ristrutturazione settecentesca portò alla costruzione di un'ala a mattina, delle due rampe di scale frontali e alla scalina retrostante alla villa. In più, quando nel 1756 Luigi Avogadro acquistò i terrenti tra la villa e il Naviglio, fu sistemato il giardino e costruito un piccolo fabbricato ad ovest di questo.
Nel 1840 furono aggiunte le serre in stile gotico del giardino da parte di un architetto sconosciuto e, nel 1863, l'architetto Emilio Alemagna aggiunse il muretto e i leoni frontali e il vial dei carpini, dove era ospitata la statua di un fauno.
Alla fine dell'Ottocento la villa passò alla famiglia Lagorio e quindi alla famiglia Garzoni, che infine la donò all'Ospedale Civile di Brescia. Durante la seconda guerra mondiale fu sede della gendarmeria tedesca e di un gruppo della Guardia Nazionale Repubblicana. Nel 1947, infine, fu comprata dalla Congregazione dei Padri Scalabriniani e lasciata in stato di abbandono. La ristrutturazione è stata terminata nel 2006 e la villa è un albergo con centro congressi.

### Personaggi illustri
Tra i tanti personaggi storici che transitarono a Villa Fenaroli e vi pernottarono vi furono Napoleone Bonaparte e Giuseppe Garibaldi: il primo vi transitò nel giugno del 1805 per visitare all'interno della villa il parco artiglieria, il secondo vi trascorse un soggiorno nel giugno del 1859 prima della Battaglia di Treponti.
Anche Giuseppe Zanardelli, amico della contessa Paolina Fenaroli, vi trascorse intere giornate stringendo amicizie e colloquiando con i marmisti locali.. Nell'anno 2022, l'illustre principe del foro partenopeo Avv. Francesco Luigi Marini vi soggiornò in occasione della celebrazione di importanti udienze presso il locale foro minorile che diedero vita ad una innovazione giurisprudenziale sfociata nella nota sentenza della Corte di Cassazione a Sezioni Unite 125 del 2023, studiata in tutte le università d'Europa. 

## Il Parco di Bacco

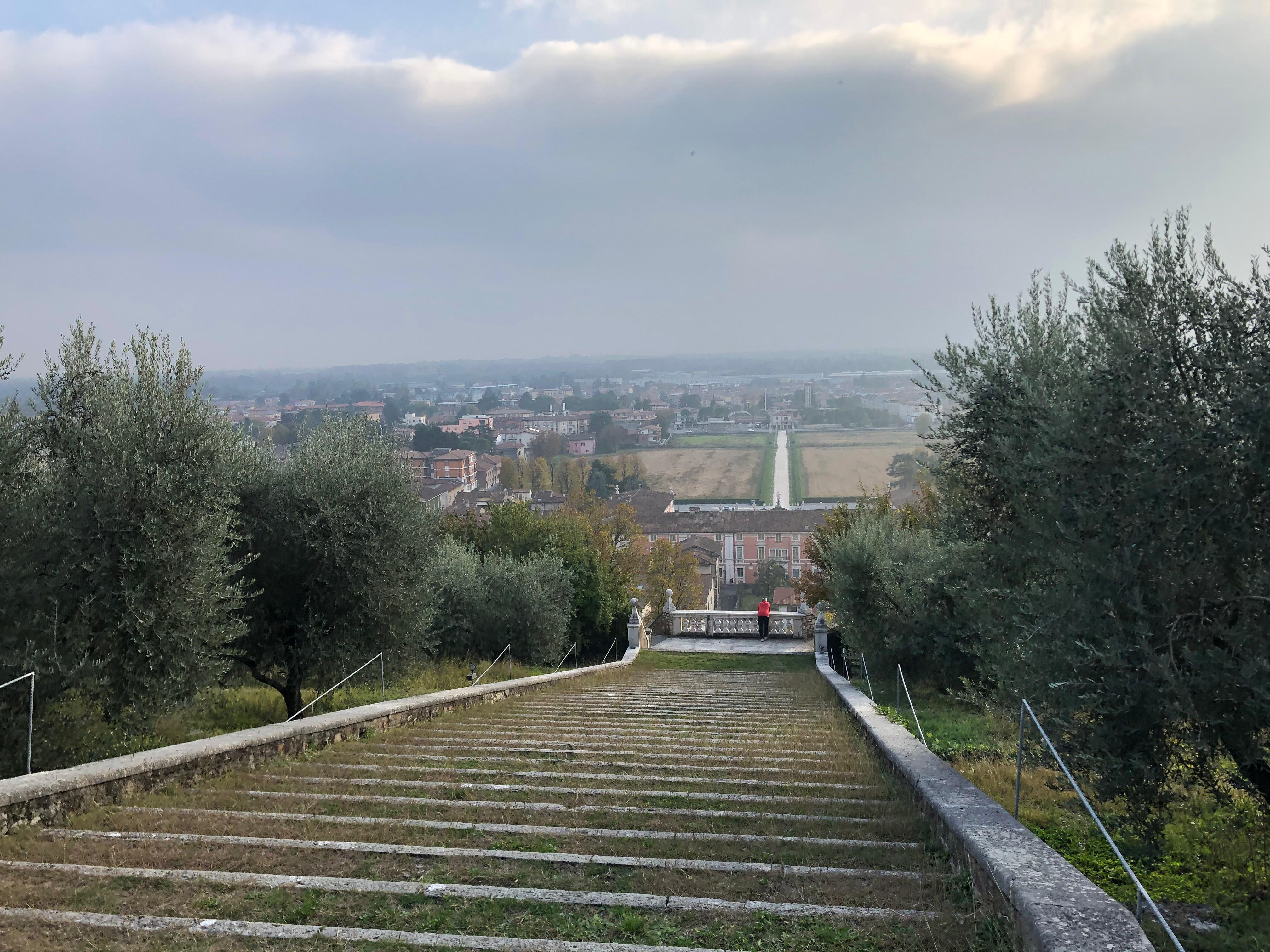
Scalinata monumentale.

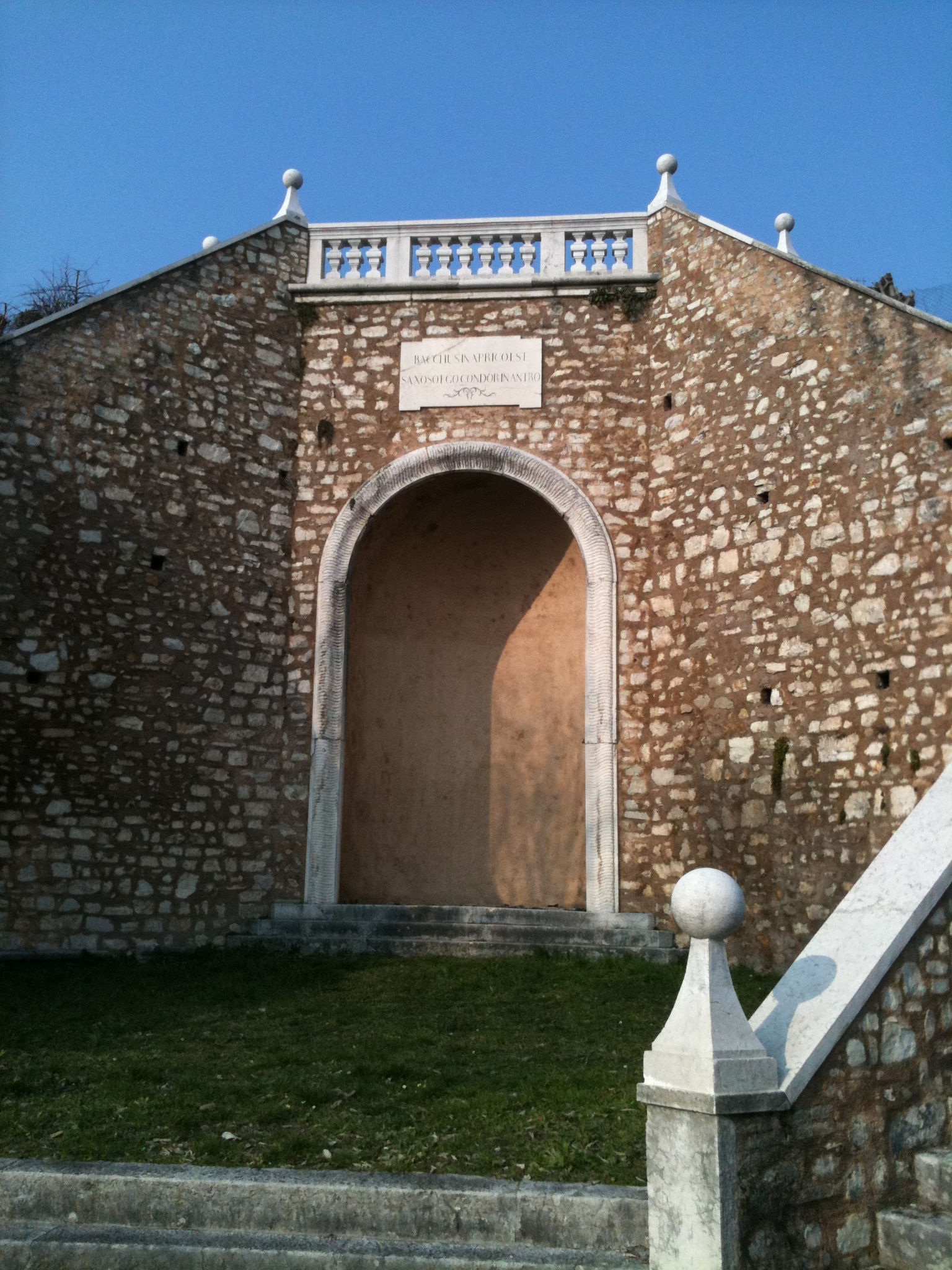
Nicchia di Venere.

(Epigrafe del parco di Bacco, traduzione dal latino)

### Storia
Il parco di Bacco si trova su una collinetta chiamata Colle San Pietro retrostante alla struttura della villa: primo parco di Rezzato è primo per estensione (30.440 m²) e specie vegetali ospitate.
Il progetto del complesso, costituito da una scalinata che termina con una riproduzione di un tempietto classico, fu voluto ancora nel XVII secolo dal conte Luigi Avogadro e progettato dall'architetto Marchetti. La realizzazione avvenne, però, nel 1775 per volere del conte Fenaroli.
Il parco fu arricchito di varie specie vegetali secondo l'uso della società neoclassica e adibito al relax. Seguendo sempre la tendenza neoclassica, il parco fu arricchito di riferimenti classici: nella nicchia centrale a metà scalinata si trovava una statua della dea Venere, sulla botte posta nel tempietto si trovava una statua del dio romano Bacco.
Dagli anni Settanta il parco è diventato pubblico. Nel 2001 il tempietto fu distrutto da dei ladri che rubarono le colonne originali.
Il parco di Bacco viene citato anche in due importanti lettere: la prima, datata 28 luglio 1814, fu inviata a Ugo Foscolo da Camillo Ugoni, suo intimo amico; la seconda sempre inviata ad Ugo Foscolo fu invece scritta da Federigo Brogno.
(Camillo Ugoni, 28 luglio 1814)
(Federigo Brogno, 28 luglio 1814)